# Kosów Lacki
Kosów Lacki è un comune urbano-rurale polacco del distretto di Sokołów, nel voivodato della Masovia.
Ricopre una superficie di 200,17 km² e nel 2004 contava 6 784 abitanti.
All'interno del territorio comunale si trovano i due campi di Treblinka.